# Saint-Laurent-de-Céris
Saint-Laurent-de-Céris ist eine französische Gemeinde mit 726 Einwohnern (Stand: 1. Januar 2022) im Département Charente in der Region Nouvelle-Aquitaine (vor 2016 Poitou-Charentes); sie gehört zum Arrondissement Confolens und zum Kanton Charente-Bonnieure. Die Einwohner werden Saint-Laurentais genannt.

## Geographie
Die Gemeinde Saint-Laurent-de-Céris liegt etwa 40 Kilometer nordöstlich von Angoulême. Sie wird umgeben von den Nachbargemeinden Saint-Coutant im Nordwesten und Norden, Ambernac im Norden und Nordosten, Terres-de-Haute-Charente im Osten und Südosten, Saint-Claud im Süden und Südwesten, Le Grand-Madieu im Westen sowie Le Vieux-Cérier im Nordwesten.

## Bevölkerungsentwicklung
| Jahr                       | 1962 | 1968 | 1975 | 1982 | 1990 | 1999 | 2006 | 2019 |
| Einwohner                  | 1040 | 1001 | 883  | 802  | 741  | 746  | 750  | 782  |
| Quellen: Cassini und INSEE |      |      |      |      |      |      |      |      |

## Sehenswürdigkeiten
- Kirche Saint-Laurent aus dem 12. Jahrhundert

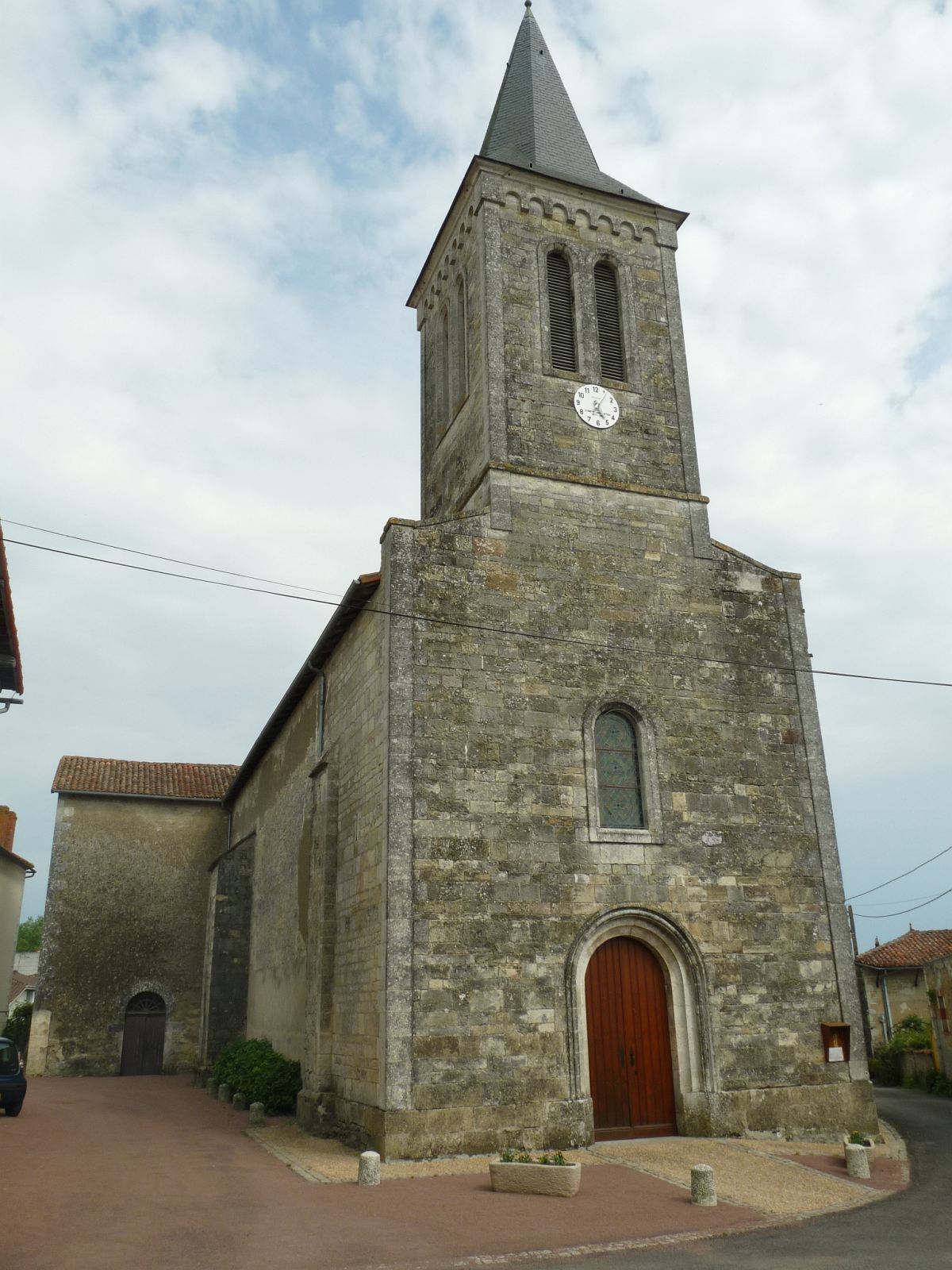
Kirche Saint-Laurent